# Mongo Beti
Mongo Beti (pseudonym för Alexandre Biyidi), född 30 juni 1932 i Akométan nära Mbalmayo, död 8 oktober 2001 i Douala, var en kamerunsk författare.
Beti studerade vid Sorbonne men kunde efter studierna inte återvända till Kamerun på grund av sina marxistiska åsikter och sitt motstånd mot regimen utan bosatte sig i Rouen. Hans roman Le pauvre Christ de Bomba från 1956 är en svidande vidräkning med den katolska kyrkans roll i Afrika.